# Ilulissat Airport
Ilulissat Airport (grönländska: Mittarfik Ilulissat, danska: Ilulissat Lufthavn) är en flygplats i Grönland (Kungariket Danmark). Den ligger i den sydvästra delen av Grönland, 600 km norr om huvudstaden Nuuk. Ilulissat Airport ligger 29 meter över havet.
Närmaste större samhälle är Ilulissat, 3,0 km sydväst om Ilulissat Airport. Flygplatsen har en mycket kort landningsbana (845 meter) liknande flera andra på Grönland. Det går inrikes flygningar med propellerflygplan. Det finns ett beslut om att förlänga den till 2200 meter vilket medger medelstora jetplan från exempelvis Danmark, Tyskland och USA.. Nära Ilulissat ligger Ilulissatfjorden, Grönlands största turistattraktion.

## Topografi och klimat
Terrängen runt Ilulissat Airport är kuperad österut, men åt sydväst är den platt. Havet är nära Ilulissat Airport åt nordväst.